# 상괭이
상괭이(학명: Neophocaena sunameri)는 쇠돌고래과에 속하는 고래의 한 종이다. 쇠물돼지 혹은 무라치라 부르기도 하며, 모습이 웃는 얼굴 같아서 웃는 돌고래로 부르기도 한다. 몸빛은 회백색이며, 몸길이는 1.5-1.9 미터 정도까지 자란다. 등지느러미가 없는 대신에 높이 약 1 센티미터의 융기가 나있는데, 이 때문에 영어이름은 '등 지느러미가 없는 쇠돌고래'라는 뜻의  'finless porpoise'이다.

## 이름
쇠돌고래의 한국 개체군은 때때로 ‘상괭이’(Korean: 상괭이)로 불리며, 일본 개체군은 특히 아종 N. p. sunameri를 ‘스나메리’(Japanese: 砂滑, スナメリ)로 부른다. 상괭이라는 이름은 자산어보의 상광어에서 유래를 찾을 수 있는데, 수면으로 드러난 몸이 빛에 반사되어 광택이 난다 하여 붙여진 것이라고 추측해 볼 수 있다. 우리나라 대부분에서는 '물돼지'라 부르지만 강화도에서는 '시억지' 라고 부른다. 군산에서는 고양잇과 '살쾡이'와 똑같은 이름으로 부르기도 하고, '삭괭이', '살괭이'등으로 불리기도 한다. 전라도로 내려가면 우리가 내는 특유의 소리를 따서 '새애기'라고 부르기도한다. 

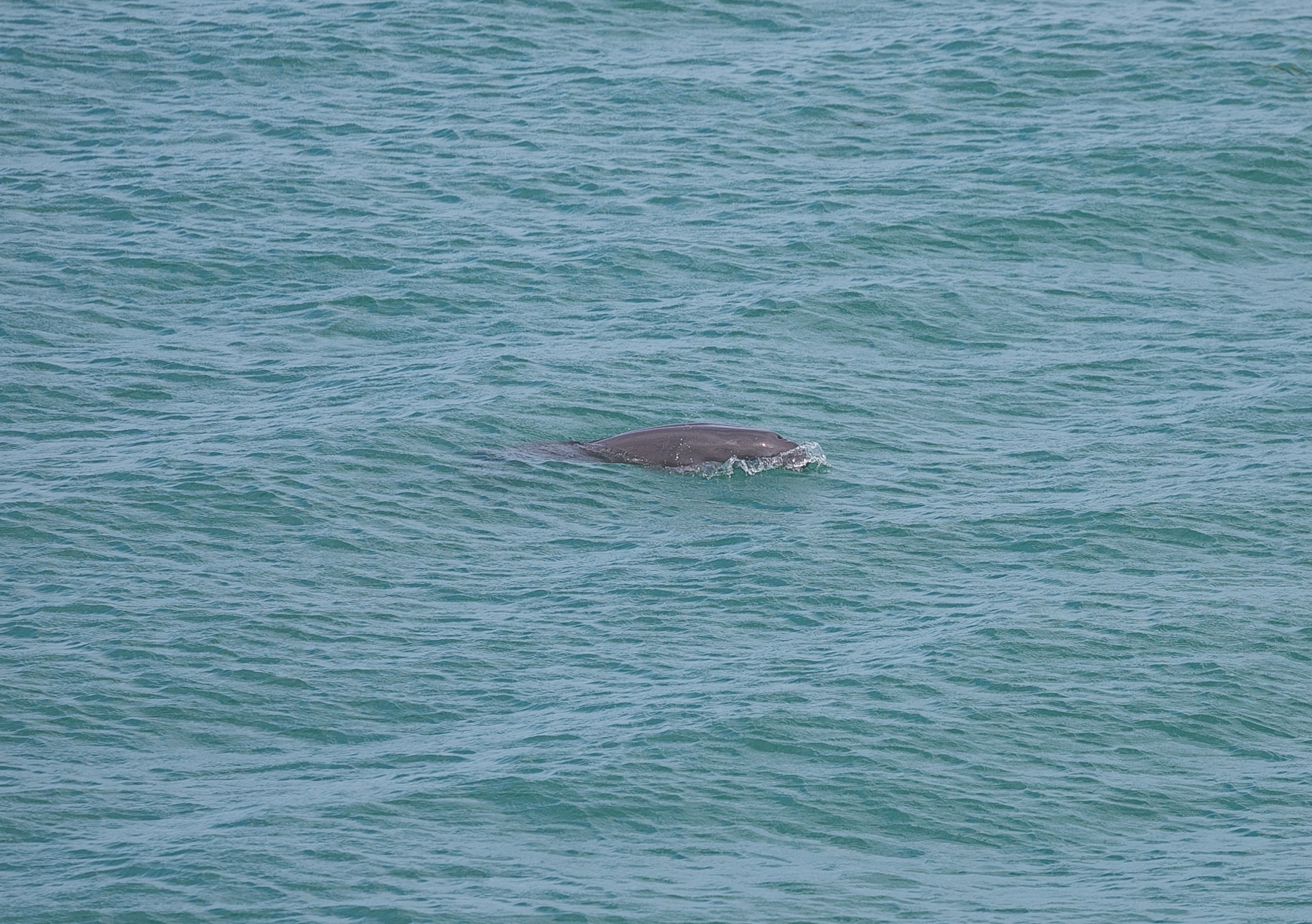
상괭이

## 분포

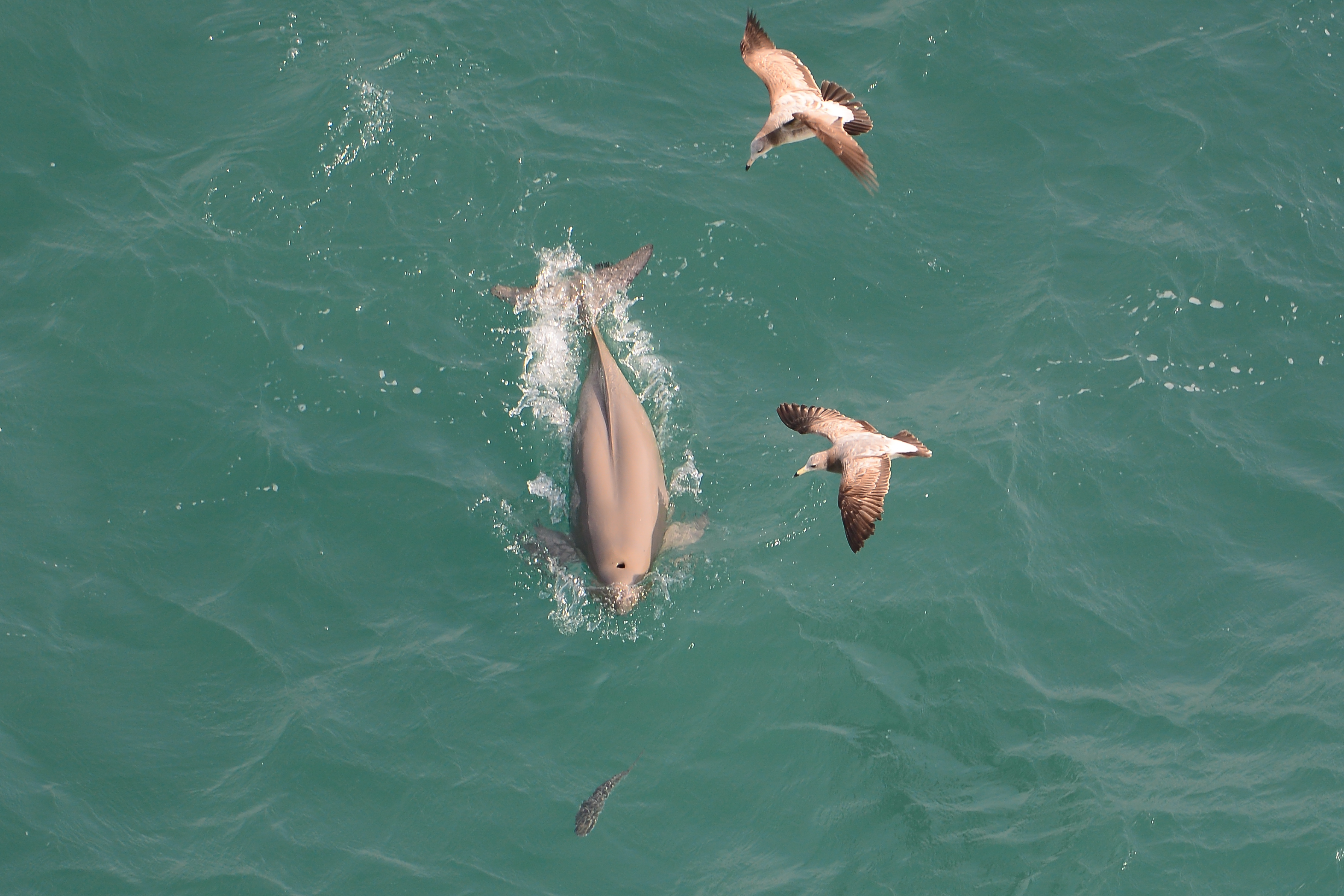
남해에서 숭어를 사냥하는 상괭이.

황해에서 비교적 흔히 나타나는 종이다. 주로 아시아의 일본, 한국, 중국, 인도네시아, 방글라데시의 주변 해역에 수중 50m 연안의 얕은 바다에서 서식한다. 예외적으로 중국과 한국에서 멀리 떨어진 황해에서도 서식하는데, 여전히 바닷물의 깊이가 얕은 곳에서만 서식한다.
바다와 민물에서 모두 목격 가능하다. 2006년에는 한강 반포지구에서, 2015년에는 선유도공원에서 사체가 발견되었다. 김현우 국립수산과학원 박사에 따르면, 염분농도가 낮은 수역에서도 자주 발견되며, 특히 중국의 장강 상류에서도 발견된다고 말했다.
중국 본토 연안 지역(예: 충밍섬)에서부터 펑후 제도 남쪽까지의 해안 지역에 서식한다. 마쭈 제도는 이들의 북방 한계로 여겨지며, 이 지역의 개체군은 인도-태평양 쇠돌고래보다 체구가 작다. 이 두 종은 마쭈 지역에서 서식지가 겹친다. 일본 연안 해역의 개체군은 일본과 아시아 대륙 사이의 깊은 바다로 인해 지리적으로 고립되어 있다. 방랑하는 개체는 류큐 열도까지 도달할 수 있다.

## 서식지
상괭이는 서식지 전역에서 수심 50m(160피트) 이내의 얕은 바다, 해안 가까운 곳, 부드럽거나 모래로 된 해저, 또는 하구와 맹그로브 습지에서 서식한다. 예외적인 경우로, 동중국해와 황해에서 해안에서 약 135km(84마일) 떨어진 바다에서도 발견된 적이 있지만, 이 역시 여전히 얕은 수심의 해역이었다.

## 상괭이의 생태적 역할

### 생태계 내 위치
상괭이는 연안 해역에 주로 서식하며, 생태계에서 중간 포식자의 역할을 하였다. 주로 멸치, 전갱이, 정어리 같은 소형 어류와 오징어, 갑오징어 등의 두족류를 섭취하였고, 이로 인해 먹이사슬 내 특정 종의 개체 수를 조절하는 기능을 수행하였다. 이는 결과적으로 해양 생태계의 균형 유지에 중요한 역할을 하였으며, 먹이 경쟁이나 포식 압력으로부터 다른 종들의 개체 수 안정화에도 기여하였다.
또한 상괭이는 예민한 청각을 이용하여 음파로 주변 환경을 탐지하고 의사소통을 하였다. 이러한 특성은 상괭이가 수중 음향 환경의 변화에 매우 민감하게 반응하게 만들었으며, 선박 소음, 수중 굴착, 군사용 소나 등의 활동이 상괭이의 행동 양상에 영향을 주었다. 그 결과 상괭이는 해양 환경 변화의 조기 경고 역할을 하는 생물학적 센서로 인식되기 시작하였다.

### 생물다양성 지표로서의 중요성
상괭이는 해양 생물다양성을 평가하는 데 있어서 중요한 지표종으로 활용되어 왔다. 그 이유는 상괭이가 환경 변화, 수온 상승, 오염물질 증가 등에 민감하게 반응하였기 때문이다. 예를 들어, 한반도 주변 해역의 수온이 상승하면서 상괭이의 출현 시기와 장소가 변하였고, 이는 생태계 변화와의 연관성을 분석하는 데 기초 자료가 되었다.
과학자들은 위성 송신기나 수중 음향 기록 장치 등을 상괭이에 부착하여 장기적인 생태 모니터링을 진행하였다. 이를 통해 상괭이의 계절 이동, 번식 시기, 서식지 이용 패턴 등을 분석할 수 있었으며, 해양 보호구역 설정이나 선박 운항 규제 정책 등에 직접적인 데이터를 제공하였다. 특히 국내에서는 충남 태안과 전남 신안 해역이 상괭이의 주요 서식지로 주목되었고, 이 지역에 대한 집중 보호 필요성이 대두되었다.

## 인간과의 상호작용

### 어업과의 충돌
상괭이는 어업 활동 중 혼획(bycatch)되는 대표적인 해양 포유류였다. 혼획이란 상괭이를 의도하지 않고 그물 등에 걸려 함께 잡히는 현상을 말하며, 국내 연안에서는 매년 수백 마리의 상괭이가 이로 인해 폐사하고 있었다. 특히 정치망, 자망, 저층 트롤 어업에서 이러한 피해가 빈번하게 발생하였다.
혼획 문제를 해결하기 위해 일부 어선에서는 '핑거(pinger)'라는 장치를 도입하였다. 이 장치는 일정 주기의 음파를 방출하여 상괭이가 어구에 접근하지 않도록 유도하였다. 그러나 실제 어민들 사이에서는 이 장치의 효과에 대한 의문이 존재하였고, 설치 및 유지 비용에 대한 부담도 컸기 때문에 널리 보급되지는 못하였다.
또한 일부 어민들 사이에서는 상괭이가 어획량을 감소시킨다고 인식되어 부정적인 이미지가 형성되기도 하였다. 상괭이가 생선을 먹어 어획 자원에 피해를 준다고 여긴 것이다. 이러한 오해는 상괭이에 대한 인식 저하로 이어졌고, 일부 지역에서는 상괭이를 쫓아내거나 해를 가하는 사례도 보고되었다. 따라서 어업 종사자를 대상으로 한 교육과 상괭이에 대한 정확한 정보 제공이 필요하다는 목소리가 커졌다.

### 해양 관광 산업과의 연계
최근 상괭이는 해양 생태 관광 자원으로서의 가치도 조명받고 있다. 전라남도 신안, 충청남도 태안 등지에서는 상괭이 관찰 투어가 시범적으로 운영되었으며, 이는 지역 경제 활성화와 해양 보호 인식 제고라는 두 가지 목적을 동시에 달성하는 방안으로 평가되었다.
상괭이는 돌고래처럼 점프하거나 쇼를 하지 않지만, 조용하고 신비로운 움직임 덕분에 관찰 그 자체로 감동을 주었다. 관광객들은 망원경이나 드론을 이용해 상괭이 무리를 조용히 지켜보았고, 이를 통해 해양 생물에 대한 경외심과 보호 의식을 가질 수 있었다.
특히 학교 단체나 환경단체 등에서 상괭이 관찰 프로그램을 교육 목적에 맞게 활용하면서, 상괭이 보호 필요성에 대한 대중적 공감대가 형성되었다. 다만, 지나친 상업화는 상괭이의 스트레스를 유발할 수 있기 때문에, 관광 활동은 일정한 거리 유지, 시간 제한, 조명 사용 자제 등의 원칙 하에서 이루어져야 한다는 지적도 제기되었다.

## 상괭이와 환경 정책 및 보존
상괭이의 주요 위협은 환경 파괴이다. 제2차 세계대전 이후 잠시, 항해 가능한 어선이 부족했던 시기를 제외하면 상괭이는 일본에서 광범위하게 사냥된 적은 없다. 1930년부터 다케하라 인근 아와지마섬 주변 지역에서 보호종으로 지정되었고, 이후 이 보호 범위는 일본 연안 전역으로 확대되었다.
지난 3세대 동안 개체 수가 50% 이상 감소한 것으로 나타났으며, 이에 따라 멸종위기종(Endangered)으로 분류되었다. 이러한 감소는 주로 어업 활동의 강화로 인한 결과로 여겨지며, 특히 작살망(gillnets)에 걸려 죽는 사례가 많다. (상괭이는 2~3분 마다 물 위로 올라와 폐로 호흡하기에 그물에 걸려 숨을 쉬지 못하는 경우가 많다) 서식지 파괴와 오염 또한 주요 위협 요인으로 여겨진다.
2016년 우리나라 해양 수산부는 상괭이를 해양보호생물로 지정하고 2019년에는 상괭이가 사는 경남 고성 해양 주변 해역을 해양생물 보호구역으로 지정하기도 했다. 사냥이나 포획이 금지된 동물로 이를 어기면 처벌을 받게 된다.
한국의 여수 등의 지역 보호 단체들은 지역 개체군 보호를 위한 캠페인을 시작했다.
환경부와 해양수산부는 상괭이를 멸종위기 해양 포유류로 지정하고 보호 정책을 수립하였다. 이에는 혼획 방지를 위한 장비 지원, 불법 유통 감시 강화, 주요 서식지의 해양보호구역 지정 등의 방안이 포함되었다. 또한 상괭이 사체가 발견될 경우 신속하게 신고하고, 부검을 통해 폐사 원인을 규명하는 시스템도 마련되었다.
국내 여러 대학과 국립해양생물자원관 등 연구 기관에서는 상괭이의 행동 생태, 유전 다양성, 오염물질 축적량 등을 연구해 왔다. 특히, 미세플라스틱과 중금속이 상괭이의 장기 및 피하지방에 축적되고 있다는 보고가 발표되면서, 상괭이를 통해 바다 오염의 심각성을 확인할 수 있었다.
이처럼 상괭이는 단순히 보호 대상이 아닌, 해양 생태계 전반의 건강성을 알려주는 ‘바다의 파수꾼’으로 인식되기 시작하였다. 앞으로도 상괭이를 중심으로 한 환경 교육, 생태 연구, 보호 정책이 더 체계적으로 발전할 필요가 있다.

## 해부
상괭이의 해부학은 다른 일부 고래류에 비해 비교적 잘 연구되어 있다. 등 지느러미가 없는 등 능선을 따라 있는 돌기(tubercles)에는 감각 기능을 하는 수많은 신경 말단이 있는 것으로 알려져 있다. 청각 기관 또한 매우 발달해 있으며, 귀와 뇌 사이의 빠른 신호 전달에 특화된 많은 신경 섬유를 가지고 있다. 반면 시력은 상대적으로 좋지 않은데, 이는 양쯔강의 전반적인 탁도 때문으로 보인다. 인도-태평양 상괭이와 비교할 때, 수정체는 작고 시신경과 안근(눈을 움직이는 근육)에 연결된 신경 섬유 수도 적다. 하지만 양쯔강 돌고래보다는 시력이 다소 나은 것으로 추정된다.
뼈대는 가볍고, 전체 체중의 약 5%에 불과하다. 척추뼈는 58개에서 65개까지 있으며, 이 중 약 절반이 꼬리 부분에 위치해 있다. 첫 세 개의 경추(목뼈)는 하나의 구조로 융합되어 있어 목의 유연성은 떨어지지만 수중에서의 안정성은 높아진다. 흉곽에는 10쌍에서 14쌍의 갈비뼈가 있으며, 경우에 따라 제7경추와 연결된 퇴화된 갈비뼈가 목 부위에서 발견되기도 한다. 척수 신경은 44쌍이 있다. 모든 쇠돌고래처럼 작은 물고기나 새우를 잡기에 적합한 삽 모양의 이빨을 가지고 있다. 골격 구조 덕분에 물 밖으로 뛰어오르거나 꼬리로 물 위에 서는 테일 스탠드(tail stands) 동작도 가능하다.
비강(콧속 통로)에는 9개 또는 10개의 공기 주머니(air sacs)가 있으며, 이들이 공기를 완전히 차단할 수 있다. 그 뒤에는 보조적인 비강인 서비강(vomeronasal sacs)이 추가로 있다. 그러나 기관(기도)은 짧고, 연골 고리는 4개뿐이다. 위는 세 개의 방으로 나뉘며 맹장(caecum)은 없고, 소장과 대장의 구분도 명확하지 않다.
성적성숙은 약 6세에 이루어지는 것으로 보이며, 한 번에 한 마리의 새끼만을 낳는다. 임신 기간은 약 1년이며, 수유 기간은 6개월 이상 지속된다.

## 특징
피부층이 두꺼운 지방층으로 되어있어 계절 변화 및 수온의 영향을 덜 받고, 한 곳에서 정착해 살아갈 수 있다. (광온성을 가지고 있다)

## 행동
중국 연안 해역에서는 상괭가 보통 3마리에서 6마리 정도의 무리를 이루어 다니지만, 최대 약 50마리까지 모인 집단도 보고된 바 있다. 일본 해역에서는 무리의 규모가 더 작으며, 보통 짝을 이루는 경우가 많고, 드물게 관찰되는 집단도 13마리를 넘지 않는다.

## 소통
다른 고래류와 마찬가지로 초음파로 소통한다. 상괭이의 이마를 보면 볼록한데, 이 부분에 '멜론 기관'이라는 고래의 고유한 부분이 있다. 이 기관을 이용하여 초음파를 증폭시켜 발사하고, 돌아오는 음파를 감지하여 동족과 서로 소통도 하고 길도 찾고 먹이도 찾는다.

## 먹이
상괭이는 황해와 보하이 지역의 물고기, 새우, 오징어를 섭취한다.

## 수면
일반적인 고래와 마찬가지로 좌뇌와 우뇌가 번갈아가며 수면을 취하는 '단일반구수면방식'을 한다.

## 기록
조선시대에 '큰 고기 여섯 마리가 바다에서 조수를 타고 양천포로 들어왔다. 비늘이 없고, 색깔이 까맣고, 입은 눈가에 있고, 코는 목 위에 있었다.'라는 기록이 있다. 자산어보에는 상광어(尙光魚)로 기록되어 있다.

## 사육
상괭이는 일본뿐만 아니라 중국과 인도네시아에서도 흔히 사육되어 왔다. 지금까지 일본에서는 총 94마리, 중국에서는 11마리, 인도네시아에서는 최소 2마리가 사육된 기록이 있다.
일본에는 상괭이 번식을 위한 시설이 세 곳 지정되어 있으며, 총 다섯 번의 출산이 기록되었다. 이 중 세 마리는 출생 직후 사망했지만, 두 마리는 수년간 생존했다.

## 같이 보기
- 고래류의 종 목록